# 国鉄サハ19形電車
サハ19形は、かつて日本国有鉄道およびその前身である鉄道省等に在籍した、直流用電車（三等付随車）である。
本形式と深い関連のあるサハ6形についても、本項で詳述する。

## 概要
本形式は、1928年（昭和3年）10月1日に施行された、車両称号規程改正によって制定されたもので、車体幅2,500mm（狭幅）の木製ボギー付随車に対し付与されたものである。この際、サハ6形とサハ19形に分かれた理由は制御電圧の差異であり、サハ6形はモハ1形との連結用の600V、サハ19形は100kW電動機を装備する電動車と連結するための制御電圧が100Vのものである。サハ6形については、この形式のまま廃車転用された他、サハ19形に改造されたものが存在する。
これに該当する電車は、旧サハ6410形であるが、オリジナルのサハ6410形は1両のみであり、これ以外は全て、1925年（大正14年）および1926年（大正15年）の50PS電動車の整理にともなって電装解除の上、編入されたものである。1928年の形式称号規程改正の際、その対象となったのはサハ6形33両（6001 - 6033）、サハ19形45両（19001 - 19045）の計78両で、後年サハ6形からサハ19形に改造されたものが13両（19030[II]，19046 - 19057）存在する。

## 番号区分
1928年形式称号規程改正後の車番は、この字体で記する。

### サハ6形
- 6001 : 旧サハ6410（サハ6410形オリジナル車）
- 6002, 6003 : 旧サハ6411[II]，6412 ← クハ6400形（6400, 6401）
- 6004 - 6011 : 旧サハ6413 - 6420 ← クハ6430形（6430, 6432, 6433, 6435 - 6439）
- 6012 : 旧サハ6421 ← デハ6380形（6395）
- 6013 - 6016 : 旧サハ6422 - 6425 ← デハ6300形（6301, 6303 - 6305）
- 6017 - 6030 : 旧サハ6436 - 6449 ← デハ6310形（6324 - 6337）
- 6031 : 旧サハ26411 ← デハニ6460形（6462）
- 6032 : 旧サハ26412 ← デハ6285形（6296）
- 6033 : 旧サハ26415 ← デハニ6465形（6466）

### サハ19形
- 19001 - 19023 : 旧サハ16410 - 16432 ← デハ6310形（6338, 6339, 16310 - 16317, 16321 - 16333）
- 19024 - 19041 : 旧サハ16433 - 16449, 26410 ← デハ6380形（6380 - 6394，6396 - 6398）
- 19042, 19043 : 旧サハ26411, 26412 ← デハニ6460形（6460, 6461）
- 19044, 19045 : 旧サハ26416, 26417 ← デハニ6465形（6467, 6468）

- 19030[II] : 6001
- 19046 - 19057 : 6002 - 6013

## 処分の状況
制御電圧600Vのサハ6形については、1931年（昭和6年）から1933年（昭和8年）にかけて、廃車、貨車（ワ50000形、ワフ20000形）への転用、サハ19形への改造によって処分された。
サハ19形についても廃車や転用、譲渡によって少数が処分されたものの、大方は太平洋戦争後まで使用され、1953年（昭和28年）6月1日付けで実施された車両称号規程改正では、クヤ5形（5001 ← 19003）がクル9200形（9200）に、救援車として使用されていた2両（19017, 19047）がサエ9300形（9300, 9301）に改称されている。
また、それ以前の1951年（昭和26年）には、3両（19036, 19038, 19046）が客車（配給車）に類別変更され、ナヤ16900形（16906 - 16908）に改称され、さらに1953年にはナル17600形（17609 - 17611）とされた。
私鉄へ譲渡されたもののうち、鶴見臨港鉄道へ譲渡された1両（19016 → サハ361）と青梅電気鉄道へ譲渡された1両（19013 → サハ10）は、戦時買収により鉄道省籍に戻ったが、旧番に復することはなかった。旧鶴見臨港鉄道のサハ361は、1952年（昭和27年）に客車（救援車）に類別変更されてナヤ16871となり、さらに1953年にナエ17121と改称された。

### ワ50000形・ワフ20000形
ワ50000形・ワフ20000形は、小口急行貨物用の貨車として、サハ6形、サハ19形を改造したものである。このグループは電車として製造され、貨車、さらに事業用ながら客車となるという稀有の経歴を持っている。
1933年（昭和8年）にワ50000形へ17両（ワ50000 - ワ50016）、ワフ20000形へ7両（ワフ20000 - ワフ20006）が改造された。
両形式とも積載荷重は10t、最高速度は85km/h であるが1943年（昭和18年）2月2日より1947年（昭和22年）8月31日の期間は、戦時対応により95km/h にて運用された。 
これらは、ワキ1形貨車の増備とともに貨物運用から退き、一部は救援車に車種転換が行われ、ナヤ6630形とされた。
更に
1953年（昭和28年）にはナエ7200形と改称されている。その変遷は下記のとおりである。
- サハ6017 → ワ50000
- サハ6018 → ワ50001
- サハ6023 → ワ50002 → ナヤ6630 → ナエ7200
- サハ6024 → ワ50003
- サハ6025 → ワ50004
- サハ6026 → ワ50005
- サハ6027 → ワ50006
- サハ6028 → ワ50007
- サハ6029 → ワ50008
- サハ6030 → ワ50009 → ナヤ6633 → ナエ7201
- サハ19026 → ワ50010
- サハ19033 → ワ50011 → ナヤ6635 → ナエ7202
- サハ19034 → ワ50012 → ナヤ6636 → ナエ7203
- サハ19029 → ワ50013
- サハ19024 → ワ50014 → ナヤ6647 → ナエ7212
- サハ19027 → ワ50015 → ナヤ6638 → ナエ7204
- サハ19031 → ワ50016 → ナヤ6646 → ナエ7211

- サハ6019 → ワフ20000 → ナヤ6639 → ナエ7205
- サハ6020 → ワフ20001 → ナヤ6643 → ナエ7209
- サハ6021 → ワフ20002 → ナヤ6645 → ナエ7210
- サハ6022 → ワフ20003 → ナヤ6642 → ナエ7208
- サハ19032 → ワフ20004
- サハ19025 → ワフ20005
- サハ19028 → ワフ20006

1950年（昭和25年）にナヤ6630形へ改造されなかったワフ20000形車両は、第二次貨車特別廃車の対象形式となり同年5月20日通達「車工第376号」により告示され同年度に廃車となり、同時に形式消滅となった。またワ50000形は1951年（昭和26年）度に形式消滅となった。